# Základní umělecká škola

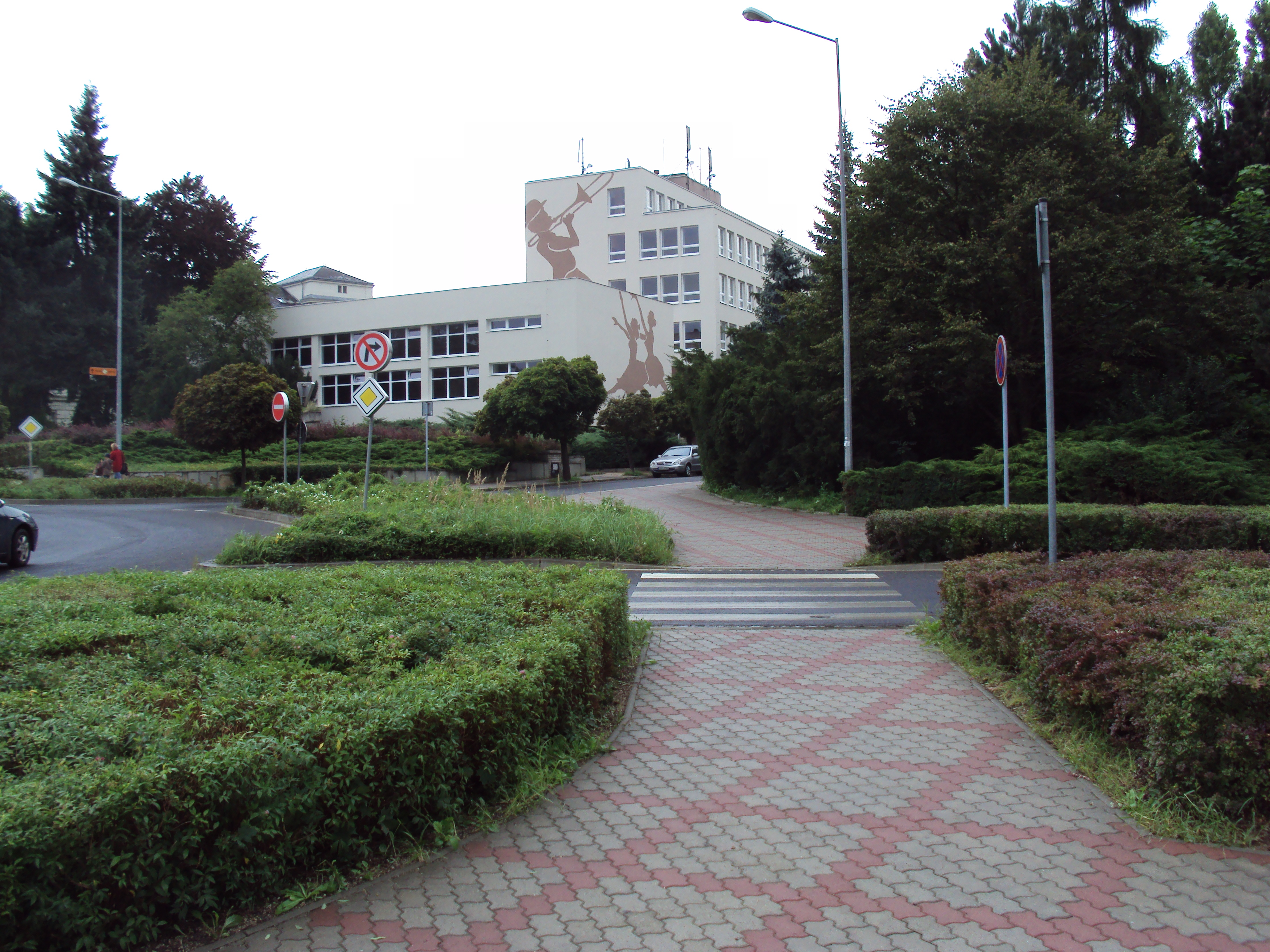
Čtyřpatrová ZUŠ v České Lípě

Základní umělecká škola (zkráceně ZUŠ) je typ školy. ZUŠ poskytují základy vzdělání v uměleckých oborech - hudebním (s převládající individuální výukou), výtvarném, tanečním a literárně-dramatickém. Organizují přípravné studium pro žáky od 5 let, základní studium I. cyklu (7 roků) a II. cyklu (4 roky) a studium pro dospělé (4 roky), případně studium s rozšířeným počtem vyučovacích hodin. V roce 2010 byl MŠMT ČR vydán Rámcový vzdělávací program pro základní umělecké vzdělávání (RVP ZUV), podle kterého školy samy zpracovávají školní vzdělávací programy s účinností od září 2012 (mimo některé pilotní školy). Tím se pevně usadily v systému českého uměleckého školství ve své specifické podobě (neposkytují stupeň vzdělání).
Dříve byly tyto školy označovány názvem lidová škola umění (zkráceně LŠU, slangově liduška).

## Poslání
Statut každé základní umělecké školy se řídí vyhláškou o základním uměleckém vzdělávání, č. 71/2005 Sb. ze dne 9. února 2005, vydané Ministerstvem školství, mládeže a tělovýchovy ČR. Umělecká úroveň škol bývá poměřována v soutěžích a přehlídkách ZUŠ, vyhlašovaných MŠMT, které se konají vždy jednou za tři roky pro každý obor a hudební nástroj.

## Zaměření
Školy tohoto typu nabízí žákům vzdělání v různých oblastech umění podle svých prostorových a dalších možností. V menších školách bývá realizována výuka jednoho či dvou uměleckých oborů. Základem je zpravidla hudební obor, někdy výtvarný obor. Ve velkých školách bývá 15 i více tříd, sály pro výuku tanečního oboru, představení hudebních či divadelních souborů školy, případně i různé soutěže.

## Povinná dokumentace
Protože základní umělecké školy patří do sítě škol MŠMT, mají povinnost u všech žáků a zaměstnanců vést povinnou dokumentaci. Mezi dokumenty patří školní matrika, třídní knihy, katalogy o průběhu vzdělávání, protokoly o všech typech zkoušek, výkazy žáků a vyučovacích hodin, vysvědčení a další.